# 梵门桥弄吴宅
梵门桥弄吴宅位于江苏省苏州市姑苏区梵门桥弄8号，建于明代。为苏州市文物保护单位。

## 历史
梵门桥弄吴宅为明正德大学士王鏊宅的一部分，建于明代。后多次易手，转归吴氏。清同治四年（1865年）时为紫阳书院（苏州中学前身）。杨无咎、俞樾等文人亦曾居于此。
该宅原有两路五进建筑，中路前3进建筑在1980年代被拆除，现中路仅存第四进楼厅，面阔7间，进深9檩，带东西厢楼各3间，全部使用楠木材料。东路存有门厅、书房、花厅、后楼厅四进，中有连廊假山。吴宅建筑设计具有特色，用材讲究，历史较长，有较大的文物保护价值。
吴宅在解放后被散作民居。2013年，楼厅曾发生火灾，导致部分建筑受损。

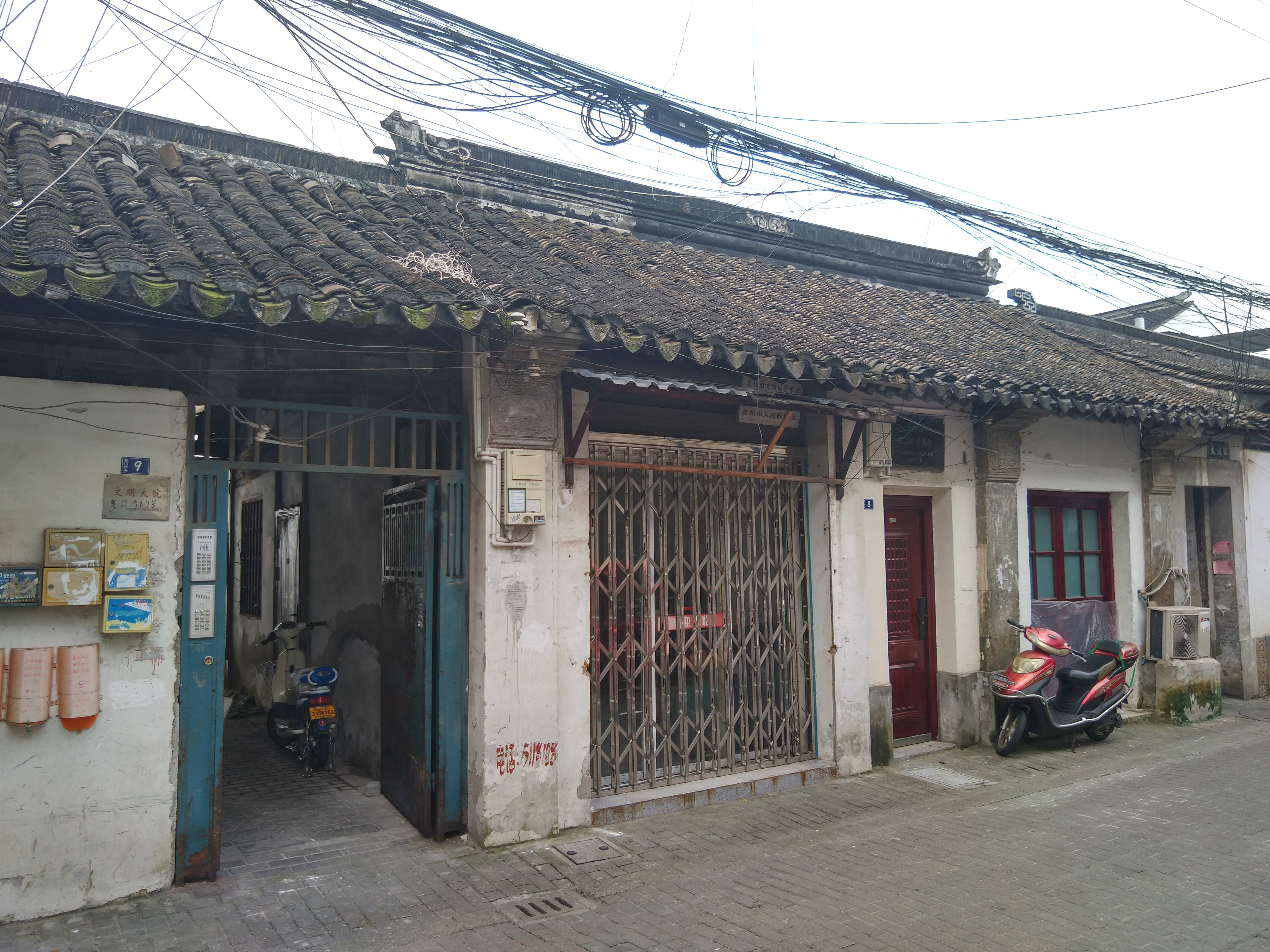
门脸
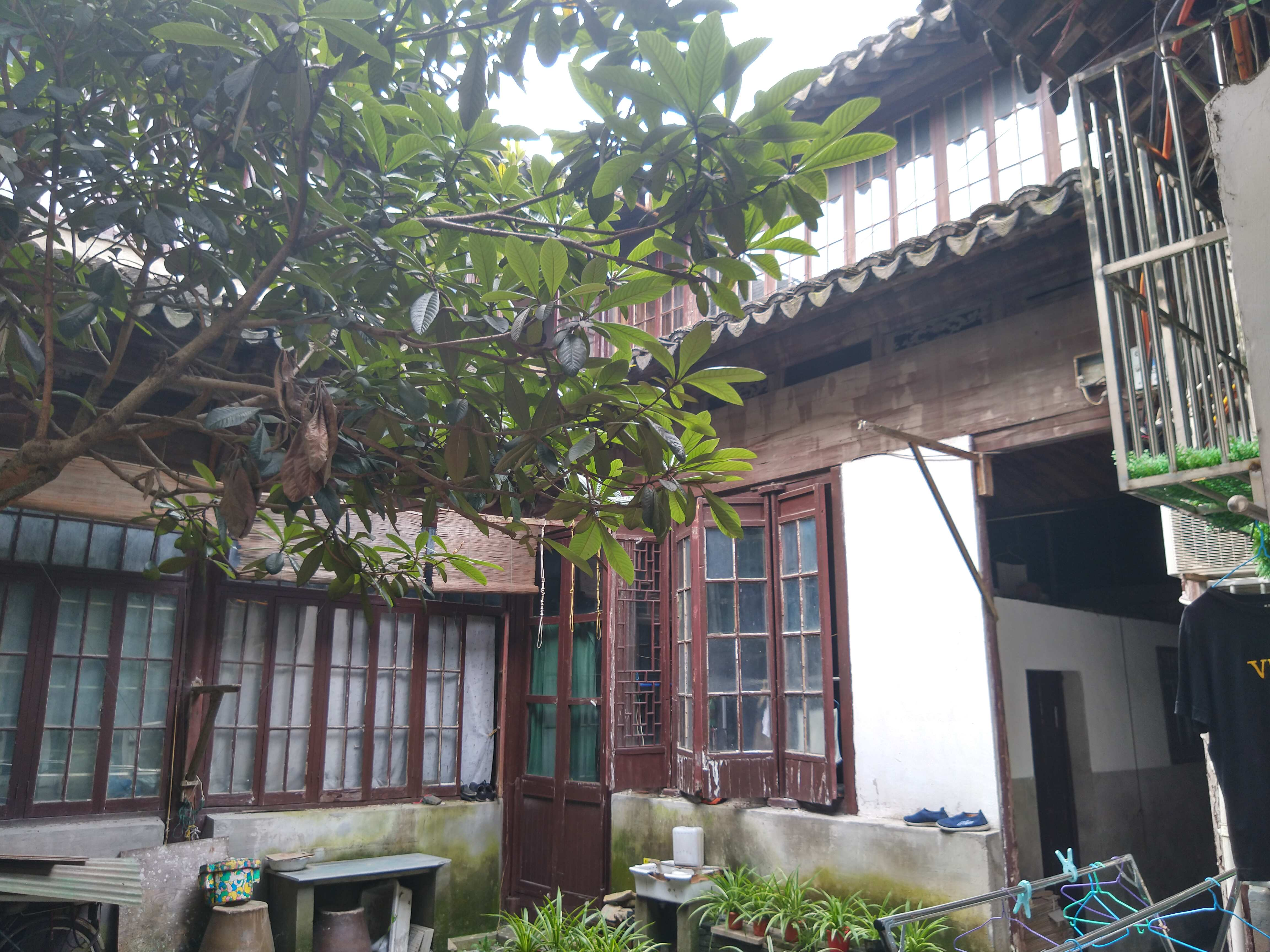
内景